# 3S-Bahn

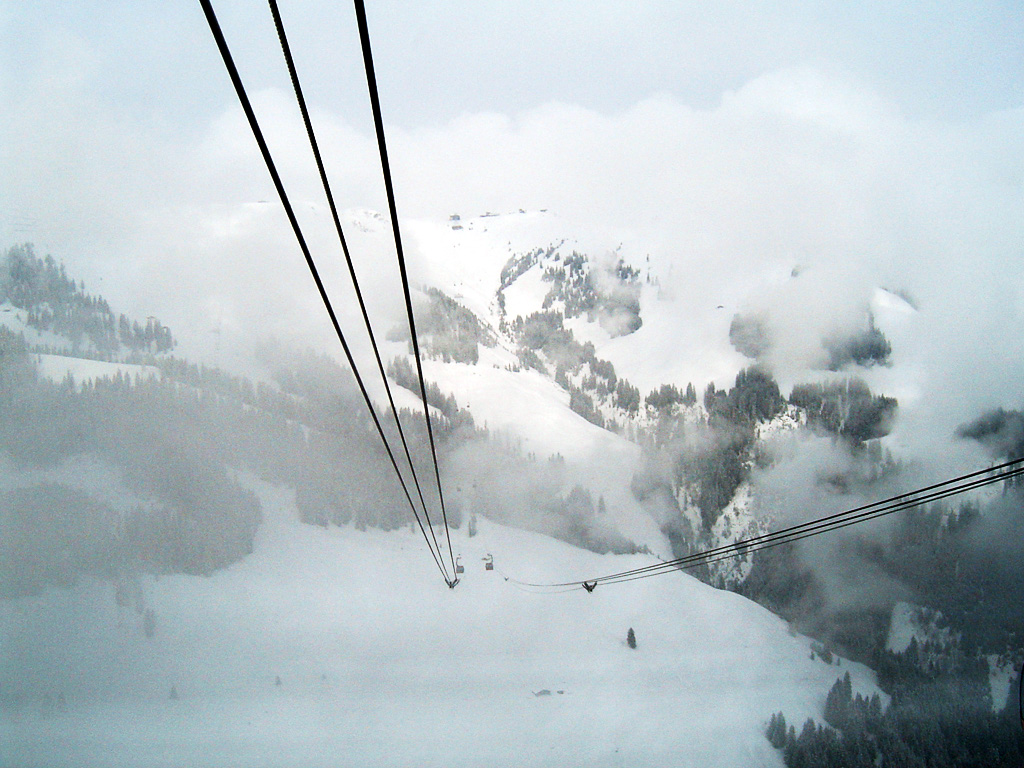
Blick aus einer Kabine der 3S-Bahn in Kitzbühel

Die 3S-Bahn, auch Dreiseilumlaufbahn genannt, ist eine Großkabinenumlaufbahn, die vom Schweizer Unternehmen Von Roll Transportsysteme, Thun entwickelt wurde, um die Vorteile einer Pendelbahn mit denen einer normalen, kuppelbaren Einseil-Kabinenumlaufbahn zu vereinen. Bereits die 1930 durch die Firma Heckel errichtete Schauinslandbahn – als erste Umlaufseilbahn der Welt für die Personenbeförderung erbaut – könnte als frühe Vorläuferin des 3S-Systems gesehen werden. Hier kamen allerdings noch zwei Zugseile und ein Tragseil zum Einsatz, und die Fahrzeuge mussten in den Stationen händisch vom Seil abgekuppelt werden.
Obwohl die Anlagen drei Seile haben, werden sie mitunter zur Gruppe der Zweiseilumlaufbahnen gezählt, wenn das (veraltete) System verwendet wird, bei welchem nicht die Seilanzahl, sondern die Seilarten (Trag- und Zugseil) gezählt werden.

## Technische Kurzbeschreibung der ersten Anlagen
Die erste Anlage dieses Typs, Alpin Express I genannt, wurde 1991 durch von Roll in Saas-Fee erbaut. Dieser Anlage folgte 1994 eine weitere Sektion, der Alpin Express II – ein durchgehender Betrieb beider Sektionen ist jedoch nicht möglich. Die Kabinen dieser Anlagen fassen 30 Personen und werden mit einer Geschwindigkeit von 6 m/s von einem endlosen Zugseil gezogen. Sie rollen dabei auf zwei Tragseilen. Eine Fahrspur weist also drei Seile auf, woher auch der Name dieses Bahnsystems rührt. Die Kabinen sind, wie bei den meisten Umlaufkabinenbahnen, kuppelbar ausgeführt.

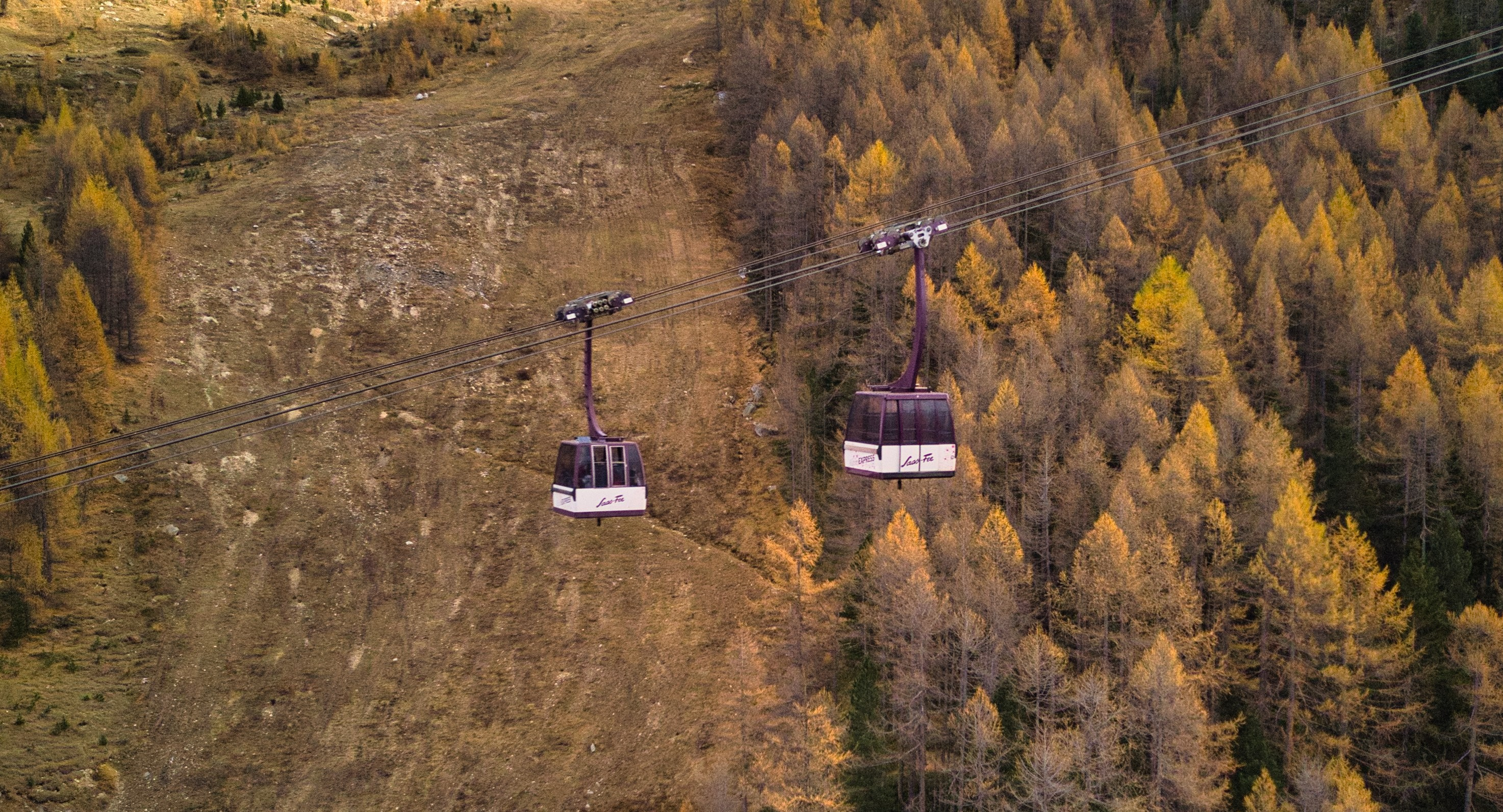
Weltweit erste 3S-Bahn (Alpin Express) in Saas-Fee.

Das System bietet folgende Vorteile:
- geringerer Energieverbrauch im Vergleich zu Pendelbahnen ähnlicher Kapazität
- erhöhte Windstabilität
- große Bodenabstände möglich
- hohe Fahrgeschwindigkeit im Verhältnis zu Einseilumlaufbahnen: Geschwindigkeiten von über 8,5 m/s (30,6 km/h) sind möglich
- große Kapazität

Entwicklung und Bau des Alpin Express I kosteten über 70 Millionen SFr.
Das Unternehmen von Roll baute nach den zwei Anlagen in Saas Fee keine weiteren 3S-Bahnen mehr. Nach der Übernahme des Seilbahnbereichs des Unternehmens durch das österreichische Unternehmen Doppelmayr im Jahre 1996 entwickelte Doppelmayr das Know-how für den 3S-Bahn-Bau weiter.
Das Südtiroler Unternehmen Leitner hat ebenfalls 3S-Bahnen im Angebot, die erste wurde am 23. Mai 2009 in Betrieb gesetzt zur Modernisierung der Rittner Seilbahn, die von Bozen nach Oberbozen (Ritten) führt.

## Bestehende 3S-Bahnen

### Alpinexpress I + II, Saas-Fee
Der Alpinexpress führt vom Dorfrand von Saas-Fee in zwei Sektionen zum Felskinn. Die erste Sektion führt von Saas-Fee zur Zwischenstation Maste 4(Morenia) und war bei der Eröffnung 1991 die weltweit erste 3S-Bahn. Die zweite Sektion nahm 1994 ihren Betrieb auf. Sie führt von der Zwischenstation Maste 4(Morenia) zum Felskinn. Der Alpinexpress entstand als Ergänzung zur überlasteten Pendelbahn Saas-Fee – Felskinn. Zwischen den beiden Sektionen besteht kein Durchlaufbetrieb. Die erste Sektion führt über einen Wald und eine Lawinenzone. Dies macht eine klassische Bergung durch abseilen nicht möglich. Es wurde eine Bergebahn, die mittig zwischen den beiden Fahrspuren verläuft, gebaut. Mit dieser können die Fahrgäste im Notfall aus den Kabinen gerettet werden.
Mit ihren 30er Kabinen der Firma Gangloff können beide Sektionen 1500 Personen pro Stunde befördern.

### L’Olympique in Val-d’Isère
Im französischen Val-d’Isère wurde 2002 die erste 3S-Bahn von Doppelmayr gebaut. Sie war die dritte dieser Art, die weltweit gebaut wurde.

### 3S-Bahn in Kitzbühel
Die 3S-Bahn in Kitzbühel (Lage) überbrückt dort das Tal des Saukasergrabens und verbindet damit die beiden Skigebiete Kitzbühel/Kirchberg (Pengelstein) und Jochberg/Resterhöhe (Talsen) miteinander. Zwischen diesen Skigebieten bestand vor dem Bau der Bahn nur eine Busverbindung. Die im Januar 2005 eröffnete Kabinenbahn hat zwischen der „Talstation“ (1780 m) und der „Bergstation“ (1917 m) nur einen Höhenunterschied von 137 m, aber eine Fahrstrecke von 3642 Metern, für die neun Minuten benötigt werden. Die größte Höhe über dem Boden beträgt 400 Meter. Die Verwendung von lediglich einer Stütze führt zu einer außergewöhnlichen Feldlänge von 2507 Metern zwischen der Talstation und der 80 Meter hohen Stütze. Betreiber ist die Bergbahn Kitzbühel.
Die Anlage kostete 13,5 Millionen Euro, eine Kabine 100.000 Euro. Hersteller ist das österreichische Unternehmen Doppelmayr. Die Tragseile der Bahn haben einen Durchmesser von 54 Millimetern, das Zugseil weist eine Länge von 7500 Metern auf und hat einen Durchmesser von 42 Millimetern. Bei Normalbetrieb werden 400 Kilowatt elektrische Leistung benötigt, nur etwa so viel wie bei einem normalen Sessellift.
Die 19 Kabinen (bis zu 24 möglich) für je 30 Personen fahren in einem Abstand von 67 Sekunden (51 Sekunden) oder 472 Metern (360 Metern) und können so in der Stunde bis zu 3200 (4200) Personen transportieren.
In der Kabine 1 ist anstatt der üblichen mittigen Sitzflächen ein Glasboden eingebaut, durch den der 400 Meter tiefe Abgrund betrachtet werden kann.

### Peak 2 Peak Gondola

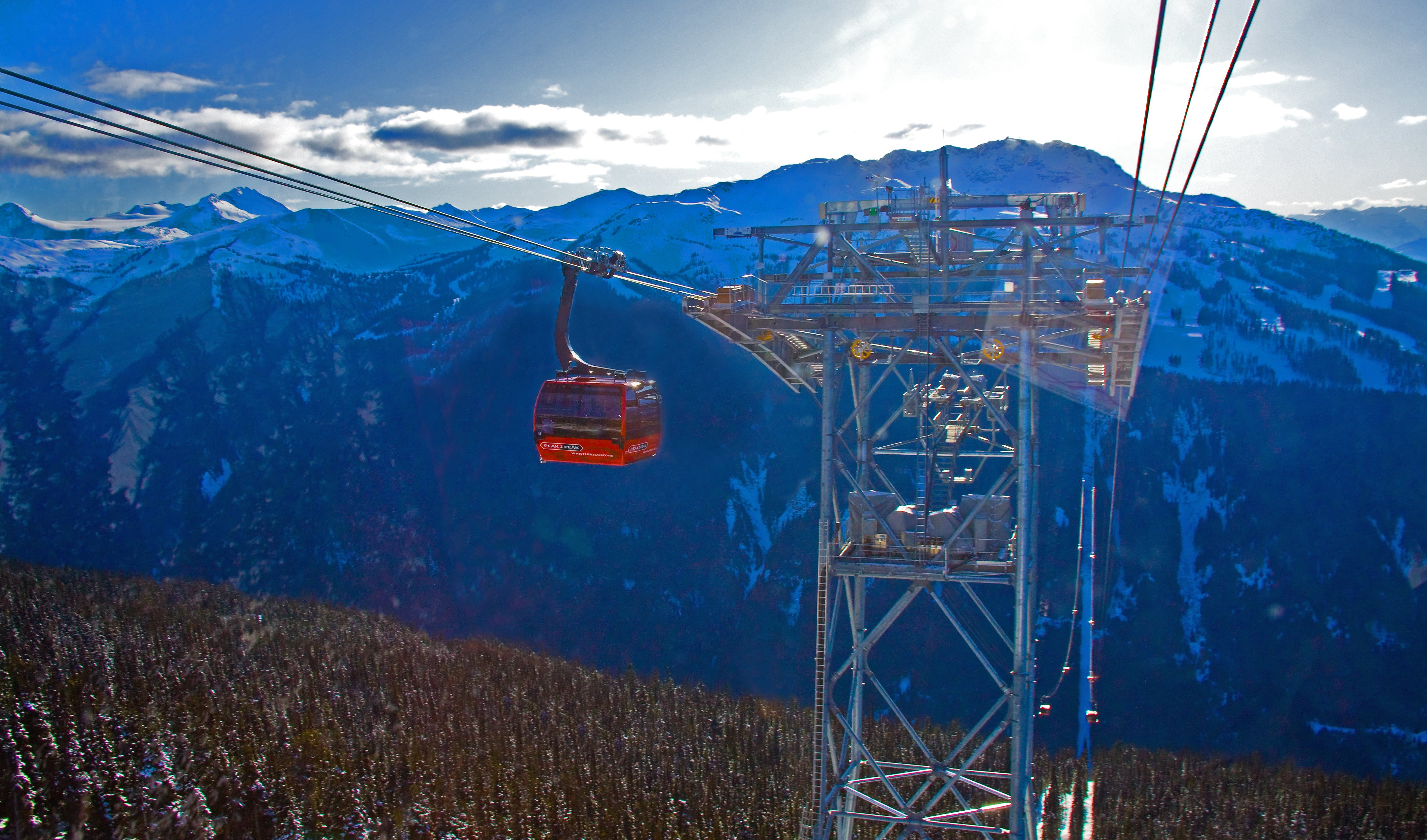
Peak 2 Peak Gondola

Die Peak 2 Peak Gondola ist eine in den Jahren 2007 und 2008 gebaute 3S-Bahn bei Whistler (British Columbia), Kanada, die die beiden Skigebiete am Whistler Mountain und am Blackcomb Peak miteinander über das steile und tief eingeschnittene Tal des Fitzsimmons Creek hinweg verbindet. Sie hat gegenwärtig die höchste Höhe über Grund aller Luftseilbahnen.

### Rittner Seilbahn

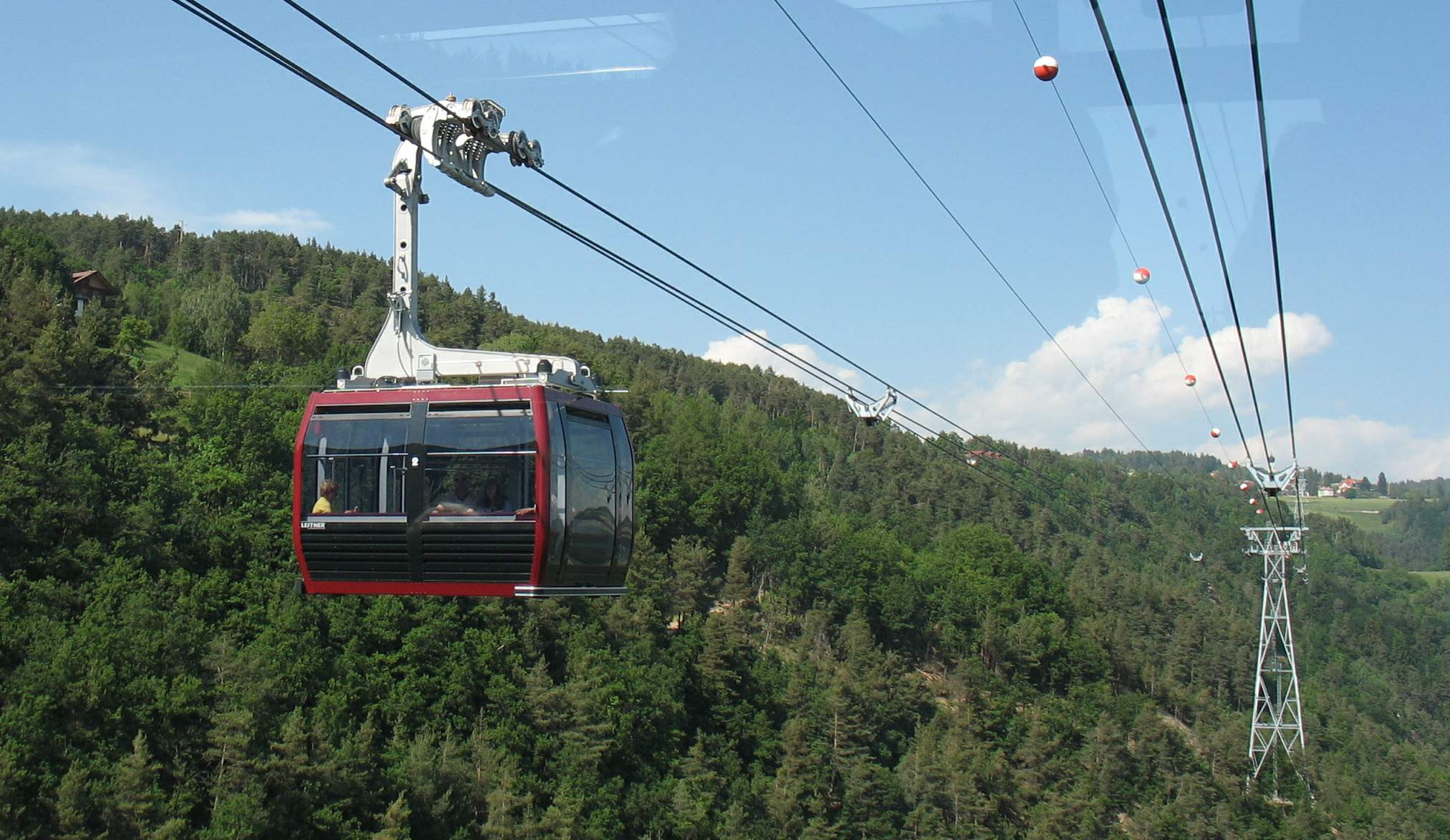
Neue Rittner Seilbahn

Die Rittner Seilbahn von Bozen nach Oberbozen (Ritten), früher eine Pendelbahn, wurde 2009 durch eine von Leitner gebaute 3S-Bahn mit zehn Kabinen für je 35 Passagiere ersetzt. Mit einer schrägen Länge von 4560 m ist sie eine der längsten 3S-Bahnen der Welt.

### Rheinseilbahn in Koblenz

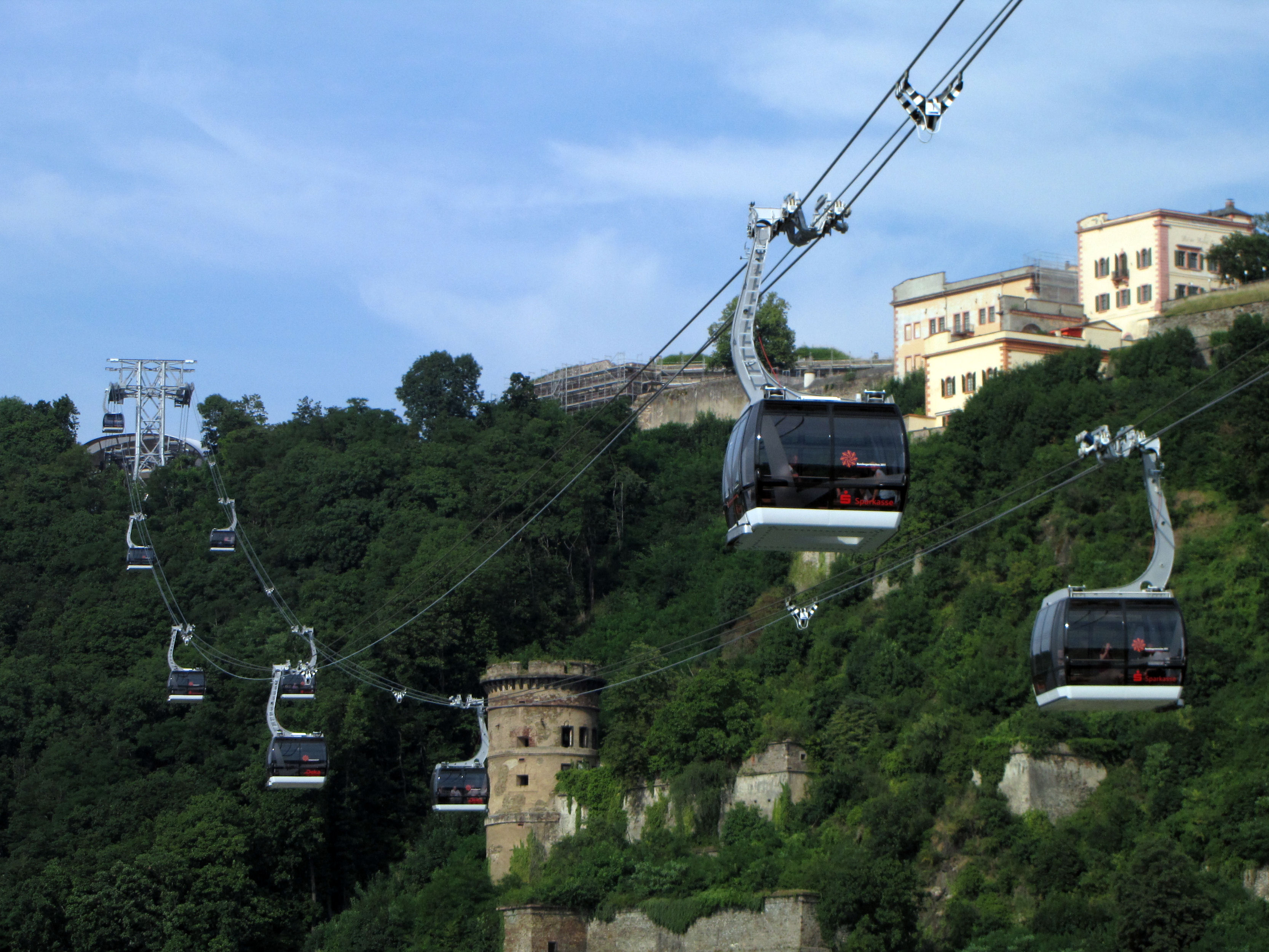
Die Seilbahn Koblenz

Die Rheinseilbahn in Koblenz wurde als Attraktion und ökologisch sinnvolle Verkehrsverbindung zur Bundesgartenschau 2011 gebaut. Die Luftseilbahn über den Rhein verbindet die Rheinanlagen in Höhe der Kastorkirche mit dem Plateau vor der Festung Ehrenbreitstein. Um die weit auseinander liegenden Kernbereiche der BuGa auf der linken Rheinseite und auf dem Ehrenbreitstein miteinander zu verbinden, wurde die nach Betreiberangaben mit 7600 Personen pro Stunde leistungsstärkste Seilbahn der Welt realisiert.
Dazu überwindet sie mit einem 890 Meter frei über den Rhein gespannten Seil 112 Höhenmeter zwischen den beiden Stationen. Die Talstation befindet sich in den Rheinanlagen in Höhe der Kastorkirche und die Bergstation auf dem Plateau vor der Festung Ehrenbreitstein. Die Seilbahn kann mit 18 Kabinen für jeweils 35 Passagiere pro Stunde bis zu 3800 Menschen in jede Richtung befördern.
Bereits ab 4. Juli 2010 wurde der öffentliche Fahrbetrieb für etwa drei Monate aufgenommen. Der Regelbetrieb startete mit Eröffnung der Bundesgartenschau am 15. April 2011. Zum Schutz des UNESCO-Welterbes Oberes Mittelrheintal sollte sie nach drei Jahren wieder abgebaut werden. Die UNESCO hat aber am 19. Juni 2013 in Phnom Penh auf der 37. Sitzung des Welterbekomitees beschlossen, den Betrieb bis 2026 zu erlauben. In diesem Jahr endet die technisch längstmögliche Betriebsdauer.

### Gaislachkoglbahn in Sölden
Im Söldener Skigebiet wurde mit der Saison 2010/2011 die neue Gaislachkogelbahn in Betrieb genommen. Von der Mittelstation auf 2174 m Seehöhe führt eine 3S-Bahn mit neun Kabinen für je 28 Personen zur Bergstation auf 3040 m.

### Prodains Express, Morzine
Die zweite von Leitner gebaute 3S-Bahn verbindet Morzine mit dem Wintersportort Avoriaz in der Haute-Savoie. Sie wurde mit einiger Verspätung zur Saison 2013/2014 in Betrieb genommen, hat eine Länge von 1751 m und überwindet eine Höhendifferenz von 576 m.

### Olympic, Sotschi
Im Zuge der Olympischen Winterspiele 2014 in Sotschi errichtete Doppelmayr mehrere 3S-Bahnen.
Bei der Anlage 30-TGD Olympic Village in Krasnaja Poljana wurden das erste Mal zusätzliche Spezialgondeln geliefert, um im Notfall bei einer Straßensperre Autos zu befördern.
Sie besteht aus zwei Abschnitten:
Sektion 1 Schräge Länge 1.736 m, Vertikale Höhe 496 m,
Sektion 2 Schräge Länge 1.460 m, Vertikale Höhe 124 m,
Die zweite Anlage 30-TGD Psekhako befindet sich im Skigebiet Laura, wo die olympischen Biathlon- und Langlauf-Bewerbe stattfanden. Sie ist im Jahr 2014 mit einer Fahrgeschwindigkeit von 8,5 m/s die schnellste und mit einer Schrägen Länge von 5.386 m die längste Dreiseilbahn der Welt. Sie überwindet eine Vertikale Höhe von 1.096 m.

### Pardatschgrat, Ischgl
Die 3-S Pardatschgratbahn in Ischgl wurde von Doppelmayr zwischen 2013 und 2014 errichtet und am 27. November 2014 eröffnet. Sie ersetzte die bestehende Einseilumlaufbahn mit 4er Kabinen, deren untere Sektion abgetragen wurde. Die obere Sektion wird als Pardoramabahn weiterbetrieben.
Die 3-S Pardatschgratbahn besaß bis zur Eröffnung der Fansipan Legend mit 1251 Höhenmetern weltweit den größten Höhenunterschied für eine 3S-Bahn. Doppelmayr realisierte bei dieser Bahn zwei Weltneuheiten: Mittels Vertikalförderern werden die Kabinen bei der Garagierung auf zwei unter der Talstation liegende Stockwerke verteilt. Zudem wird während der Fahrt durch Radnabengeneratoren Strom erzeugt, was eine permanente Sitzheizung gewährleistet. Als erste Bahn wurde diese Bahn mit dem Kabinenmodell TARIS von CWA Constructions ausgestattet.

### Penkenbahn, Mayrhofen
Die bisherige Zweiseilumlaufbahn wurde durch eine 3S-Bahn vom Hersteller Doppelmayr ersetzt. Die Bahn ist mit CWA Kabinen vom Typ TARIS ausgestattet und wurde im Dezember 2015 eröffnet.

### Fansipan, Sapa
Zum höchsten Berg Vietnams, dem Fansipan, führt seit Januar 2016 die 6292 m lange 3S-Seilbahn „Fansipan Legend“. Sie überwindet dabei einen Höhenunterschied von 1410 m, und ist damit derzeit die Dreiseilbahn mit dem höchsten Höhenunterschied.

### Eisgratbahn, Neustift im Stubaital
Seit Beginn der Wintersaison 2016/2017 ersetzt eine 3S die bisher bestehende Eisgratbahn in Neustift. Erstmals wurde dabei eine 3S in Österreich von der Firma Leitner errichtet.

### Lushan
Am 27. Juli 2017 startete die allererste Dreiseilbahn Chinas in Lushan den öffentlichen Betrieb. Die Doppelmayr/Garaventa Gruppe durfte nun einen weiteren Meilenstein der Seilbahnbranche fertigstellen: die allererste Dreiseilbahn Chinas.

### Phú Quốc – Hòn Thơm

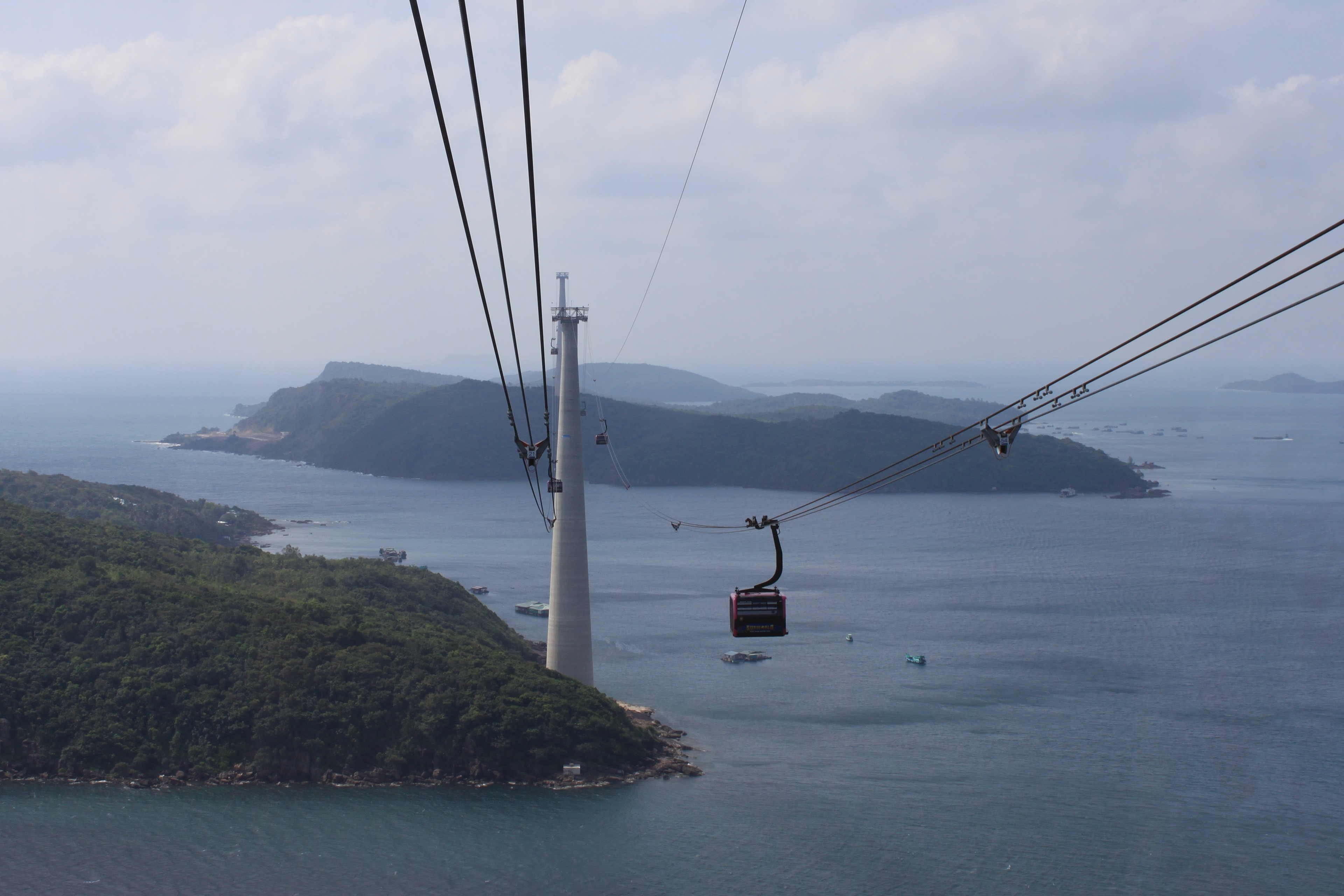
Seilbahn Hòn Thơm

Im Süden Vietnams, westlich des Festlands, verbindet die von Doppelmayr in 29 Monaten gebaute und am 4. Februar 2018 eröffnete Seilbahn Hòn Thơm die Inseln Phú Quốc und Hòn Thơm. Mit 7.899,9 m Schräger Länge ist sie die längste 3S-Bahn weltweit und überhaupt die längste Seilbahn in einer Sektion.

### Matterhorn Glacier Ride I, Zermatt
Welthöchste 3S-Bahn, vom Trockener Steg zum Klein Matterhorn. Die Matterhorn glacier ride genannte Bahn wurde am 29. September 2018 eröffnet. Die bestehende Luftseilbahn bleibt erhalten. Die Anlage wurde von der Firma Leitner AG gebaut.

### Kaprun
Verbindung durch die Gletscherbahn Kaprun zwischen Kitzsteinhorn (Langwiedboden) und Maiskogel, die Inbetriebnahme erfolgte am 30. November 2019.

### Jungfrauregion
Schnellere Verbindung zwischen Grindelwald und Eigergletscher (Eigerexpress). Am 5. Dezember 2020 erfolgte die Inbetriebnahme des 6483 m langen Eigerexpress. Die Anlage wurde von der Doppelmayr/Garaventa-Gruppe gebaut.

### Téléo, Toulouse
Im südfranzösischen Toulouse fährt seit Mai 2022 die erste 3S-Bahn, Téléo genannt, in einer Stadt. Der Bau begann im Sommer 2019. Die Strecke beträgt 3 km, die Fahrzeit 10 min. Die Kabinen bieten Platz für 34 Personen. Im Notfall kommt ein integriertes Bergesystem zum Einsatz, das die Kabinen wieder in die Stationen fahren kann.

### Matterhorn Glacier Ride II, Zermatt
Diese Bahn stellt die Fortsetzung zum Matterhorn Glacier Ride I dar. Sie ist baugleich mit der ersten Sektion und verbindet Testa Grigia mit dem Klein Matterhorn. Mit ihr ist es seit Sommer 2023 möglich, zu Fuss nur mit Seilbahn von Zermatt nach Breuil-Cervinia zu fahren.

### Hangursbanen, Voss (Norwegen)
Die Hangursbanen ist eine Bahn, die den Ort Voss in Norwegen mit dem nahegelegenen Skigebiet verbindet.

## Abgesagte Projekte

### Deutschland

#### Wuppertal
Die WSW mobil plante mit der Stadt Wuppertal ein neues urbanes Seilbahnsystem, welches mit diesem Typ befahren werden sollte. Die Seilbahn sollte den Hauptbahnhof mit dem Hauptcampus der Universität und dem Quartier Küllenhahn auf den Wuppertaler Südhöhen verbinden. Nach einer Bürgerbefragung, die eine größtenteils ablehnende Haltung gegenüber dem Projekt ergab, wurden die Planungen im Mai 2019 aufgegeben.

### Österreich

#### Verbindungsbahn Flachau-Zauchensee
Die Skigebiete Flachau-Zauchensee planten 2014, eine 3S-Bahn bis zur Wintersaison 2017/18 zu errichten, die die beiden Skigebiete miteinander verbindet. Mit einer Länge von 7,2 Kilometer sollte die Bahn mit nur 5 Stützen die gesamte Strecke bewältigen. Die Strecke würde auch in knapp 300 m die Tauernautobahn (A10) überqueren. Die Fahrzeit sollte ca. 20 Minuten betragen. Die Investitionen hätten zwischen 50 und 80 Mio. Euro betragen. August 2017 wurde das Projekt abgesagt, nachdem im Frühjahr 2017 die Übernahme der Bergbahnen Flachau durch die Bergbahnen Wagrain erfolgte und so mehrere Schigebiete zum Snow Space Salzburg verschmolzen sind. Gebaut werden soll eine analoge, kostengünstigere Verbindung durch eine Bahn zwischen Wagrain und Kleinarl/Flachauwinkl, im Jahr 2020. Am 24. Dezember 2020 erfolgte die Inbetriebnahme der Verbindungsbahn zwischen Wagrain und Kleinarl/Flauchwinkel.